# Gita Grüning
Gita Grüning (født 3. juni 1949) blev i 2006 valgt som den første kvindelige forbundsformand for Teknisk Landsforbund. Inden forbundsformandsposten var hun fra 1994 afdelingsformand for Teknisk Landsforbunds lokalafdeling i Helsingør – senere TL Sjælland i Hillerød. Gita Grüning er oprindeligt uddannet teknisk assistent, og har tidligere arbejdet både indenfor det private og det offentlige område. Uddannelsen er senere suppleret dels med en merkonom i organisation, ledelse og samarbejde og dels med en diplomlederuddannelse i organisationsledelse. Gita Grüning har flere indflydelsesrige poster, blandt andet som medlem af LO’s daglige ledelse, PFA’s bestyrelse samt CO-industris forretningsudvalg. Derudover har hun stor bevågenhed overfor uddannelsesområdet blandt andet gennem næstformandsposten for Erhvervsskolen Nordsjælland og en bestyrelsespost i Copenhagen Business Academy.